# For No One
Pistes de Revolver
And Your Bird Can Sing Doctor Robert
For No One est une chanson des Beatles, écrite par Paul McCartney, mais créditée Lennon/McCartney comme toutes les œuvres du groupe composées par John Lennon et Paul McCartney, en collaboration ou non. Elle est parue sur l'album Revolver le 5 août 1966 en Grande-Bretagne, et trois jours plus tard aux États-Unis.
Cette chanson sur la fin d'une relation amoureuse, inspirée de celle qu'il mène à l'époque avec Jane Asher, est alors une des compositions les plus abouties de Paul McCartney. Musicalement, elle se distingue par la présence d'un clavicorde et d'un cor d'harmonie.

## Genèse
Paul McCartney compose cette chanson dans la station de ski de Klosters-Serneus, en Suisse, où il a loué un chalet en compagnie de sa petite amie Jane Asher, en mars 1966. La chanson est vraisemblablement issue d'une querelle avec Jane, selon les propres dires de l'auteur : « J'imagine que c'est encore à propos d'une dispute. » De fait, For No One décrit la fin d'une relation amoureuse. John Lennon a déclaré qu'il s'agit de l'une des chansons de McCartney qu'il préférait.

## Enregistrement
Les sessions d'enregistrement de For No One ont lieu les 9, 16 et 19 mai 1966 dans les studios EMI d'Abbey Road. Paul McCartney chante, joue du clavicorde, du piano et de la basse, tandis que Ringo Starr est à la batterie et au tambourin. John Lennon et George Harrison n'ont pas participé à ces enregistrements. 
Le solo de cor d'harmonie est joué par Alan Civil, considéré à l'époque comme le meilleur corniste britannique. Paul McCartney fredonne la mélodie qu'il veut entendre et George Martin la couche sur partition. Or, celle-ci comprend un ré aigu situé au-delà de l'étendue normale du cor. 
L'auteur raconte : « George [Martin] disait « Ça va marcher, ça va marcher ». Pendant la séance, Alan Civil a levé la tête « George ? », et nous a regardés tous les deux, « George, c'est bien un ré aigu que vous avez écrit là, non ? », et George et moi on l'a regardé comme si de rien n'était, « oui, quel est le problème ? ». Il nous a lancé un regard entendu et a fait « OK ». On a fait le même coup à David Mason qui joue de la trompette piccolo sur Penny Lane, et il ne me l'a jamais pardonné parce qu'après ça tout le monde ne lui a plus demandé que de jouer des notes super hautes. » Le résultat fut considéré par Alan Civil comme « La performance de sa vie » et fut unanimement salué.

### Interprètes
- Paul McCartney : chant, basse, piano, clavicorde
- Ringo Starr : batterie
- Alan Civil : cor d'harmonie

### Équipe technique
- George Martin : production
- Geoff Emerick : ingénieur du son
- Phil McDonald : ingénieur du son assistant

## Paroles et musique
Après l'avoir fait dans I'm Looking Through You et Here, There and Everywhere, Paul McCartney exprime dans For No One l'idée qu'il se fait de la vie en couple. Un besoin réciproque de l'autre est essentiel à ses yeux, en témoigne l'apparition récurrente de vers tels que « she no longer needs you » (« Elle n'a plus besoin de toi »). Ce thème était particulièrement explicite dans Here, There And Everywhere, mais cette chanson était plutôt heureuse. Le personnage féminin de la chanson est décrit ainsi : « And in her eyes, you see nothing, no sign of love behind the tears, cried for no one, a love that should have lasted years » (« Et dans ses yeux, tu ne vois rien, aucun signe d'amour derrière les larmes, versées pour personne, un amour qui aurait dû durer des années »). La femme en question a ainsi fini par devenir indépendante (« Elle sort, tu restes à la maison »), et c'est ce qui a causé la rupture.

## Reprises
- Cilla Black sur l'album A Fool Am I (1966) ;
- Chet Atkins sur A Guitar World (1967) ;
- Liza Minnelli sur Liza Minnelli (1968) ;
- Maceo Parker sur l'album Funky Music Machine (1972) ;
- Blackwater Park sur l'album Dirt Box (1972) ;
- Marcel Dadi et le groupe Il était une fois à l'Olympia Marcel Dadi and Friends (1974) ;
- Emmylou Harris sur Pieces of the Sky (1975) ;
- Francis Cabrel dans l'émission de FR3 Story of the Beatles (1990) ;
- John Pizzarelli sur Meets the Beatles (1998) ;
- Rickie Lee Jones sur It's Like This (2000) ;
- Laurence Juber sur LJ Plays the Beatles (2000) ;
- Anne Sofie von Otter et Elvis Costello sur For the Stars (2001) ;
- Rick Springfield sur The Day after Yesterday (2005);
- Meret Becker dans l'émission d'Arte Juke Box Memories (2005) ;
- The Farewell Drifters (en) sur Yellow Tag Mondays (2010)
- Elliott Smith en concert.

Paul McCartney a joué une version de For No One dans la bande originale de son film de 1984, Give My Regards to Broad Street.